# المتحف الوطني للآثار (هولندا)

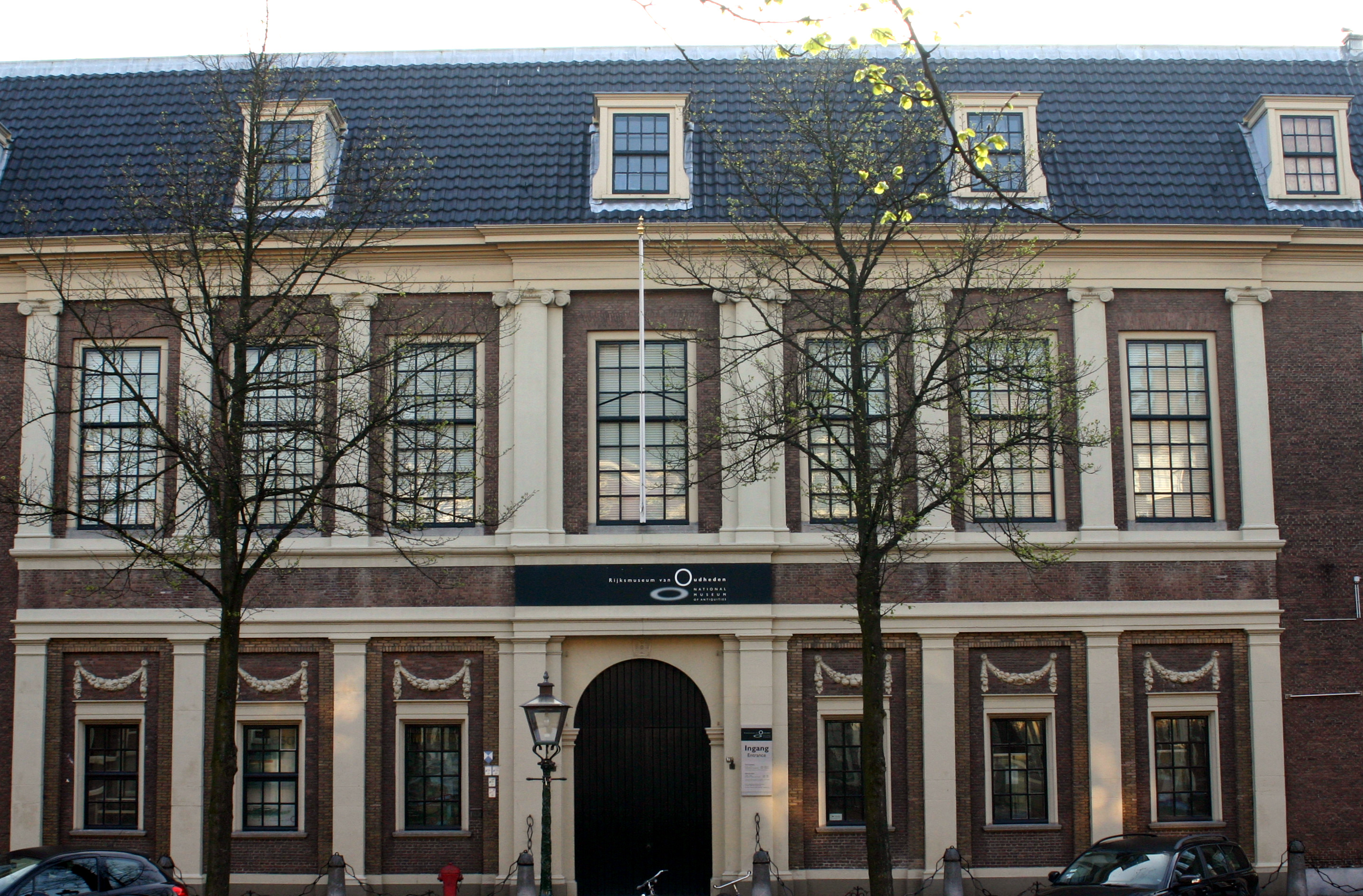
المتحف الهولندي الوطني للآثار بلايدن.

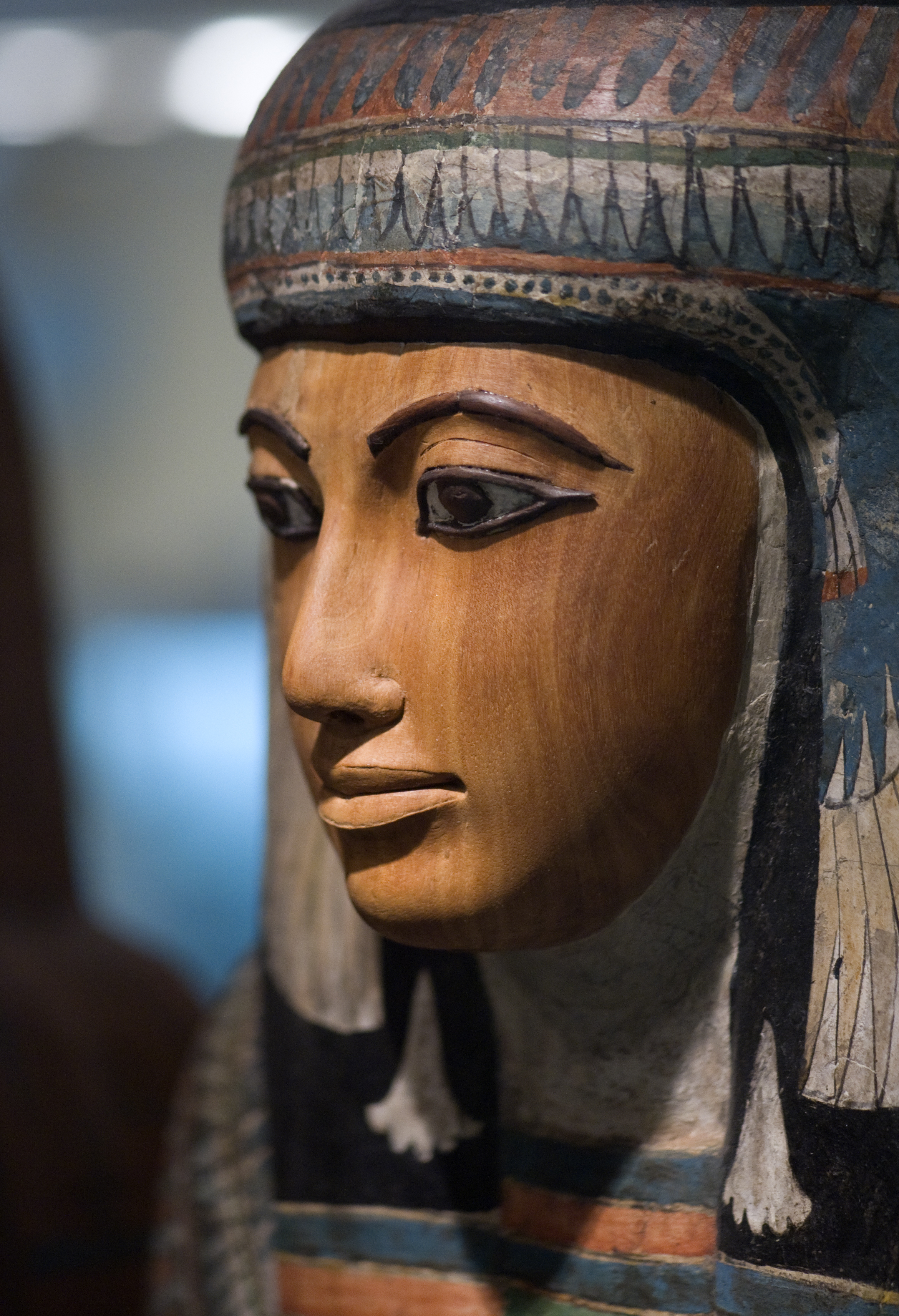
تابوت مصري قديم at RMO

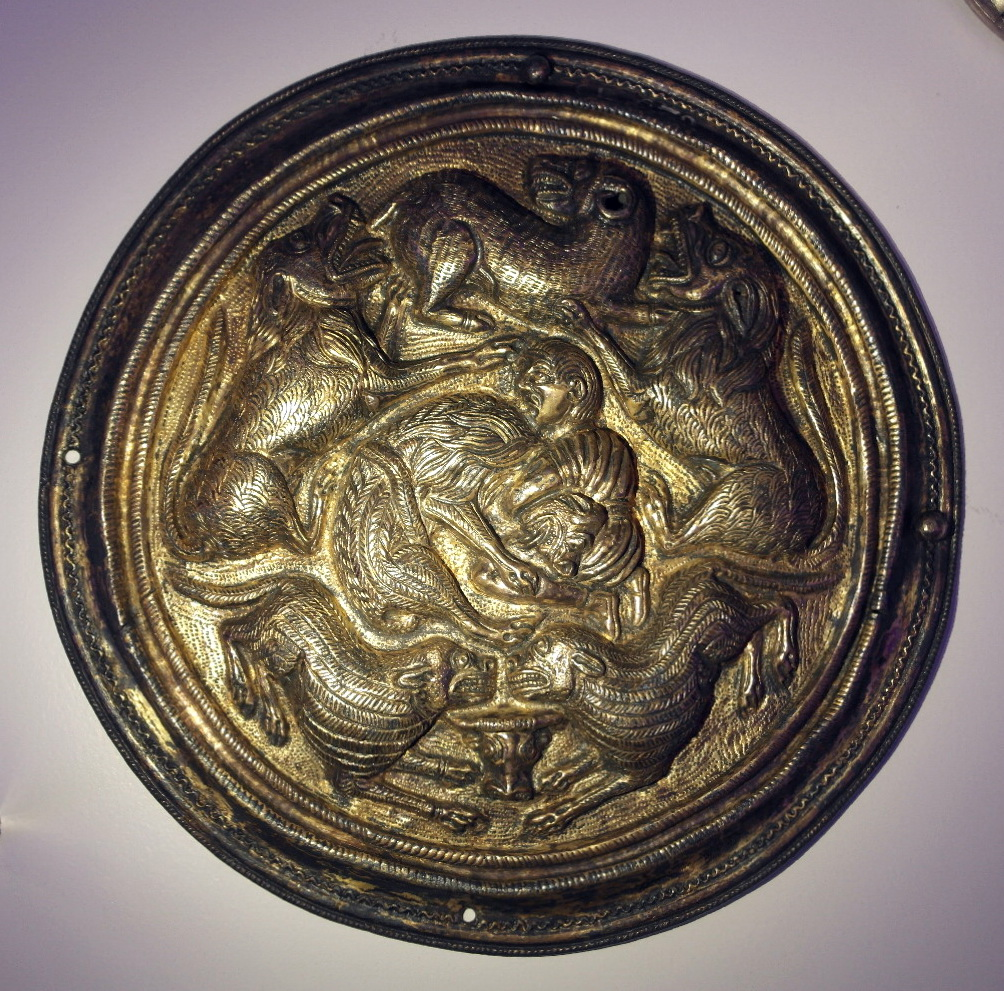
قرص زينة (الشظية) مصنوع من الفضة المذهبة. صنع في تراقيا حوالي 100 قبل الميلاد، وقد وجد في ليمبورخ في عام 1850.

المتحف الوطني للآثار (بالهولندية: Rijksmuseum van Oudheden) هو متحف آثار في هولندا. يقع في لايدن. وبنى المتحف على المجموعة الأثرية لجامعة لايدن ولا يزال يتعاون بشكل وثيق مع كلية الآثار. المكالمات المتحف نفسه  المركز الوطني لعلم الآثار،  ويركز على مصر القديمة، والشرق الأدنى القديم، العالم الكلاسيكي من اليونان القديمة، إتروريا وروما القديمة وأوائل (عصور ما قبل التاريخ والعصور الرومانية والعصور الوسطى) هولندا.

## مزيد من القراءة
- Halbertsma, R. B. (2003). Scholars, Travellers, and Trade: The Pioneer Years of the National Museum of Antiquities in Leiden, 1818-1840, روتليدج.